# Amborella trichopoda
Classification APG III (2009)
Genre
Espèce
Amborella trichopoda est une espèce de plantes à fleurs de la famille des Amborellaceae endémique des forêts pluvieuses de Nouvelle-Calédonie. Cette espèce appartient à la lignée la plus primitive des plantes à fleurs actuelles.
C'est actuellement le taxon le plus basal de l'arbre phylogénétique des angiospermes (c'est-à-dire des plantes à fleurs). Cela signifie que la lignée évolutive ayant conduit aujourd'hui à cette espèce est la première à s'être différenciée au cours de l'évolution des plantes à fleurs, qui a débuté il y a environ 145 millions d'années (Crétacé),.
Amborella est un genre monospécifique : il ne contient qu'une seule espèce Amborella trichopoda.

## Description
| - Pied. - Jeunes feuilles, dentelées. |

Amborella trichopoda est un arbuste dioïque à feuilles persistantes.
- Le pied mâle :  insertion spiralée, périanthe indifférencié de 5-8 tépales
- Le pied femelle : insertion cyclisée, pentamère 5-8 tépales.

## Évolution
Vers –200 millions d'années, le génome de l'ancêtre commun à toutes les plantes à fleurs a doublé. Une première branche va donner naissance à Amborella trichopoda, la seule survivante de cette lignée, avec ses 14 000 gènes. Une seconde branche va donner naissance aux quelque 300 000 plantes à fleurs actuelles. Elle se situe à la base des angiospermes et possède donc certains caractères considérés comme archaïques. Amborella trichopoda est l'ornithorynque des fleurs. L'analyse de son ADN mitochondrial a révélé l'intégration de six génomes étrangers appartenant à des mousses, des algues vertes et d'autres plantes à fleurs. Le séquençage de son génome permettra de comprendre les mécanismes d'évolution des angiospermes comme la capacité des graines à accumuler un maximum de réserves nutritives (protéines, lipides, etc.) dans un minimum d'espace,,,.

## Génome
Le séquençage génétique d'Amborella trichopoda a été effectué en 2013. Le système de détermination sexuelle est de type ZW, comme chez les oiseaux : deux chromosomes sexuels différents chez la femelle (ZW), identiques chez le mâle (ZZ). Le génome comporte 59 mégabases, dont une région de 4 Mb ne se recombine pas. On peut dater la fin de cette recombinaison à environ 16,5 Ma (millions d'années), elle est donc bien plus récente que la séparation de la lignée conduisant à A. trichopoda (environ 130 Ma). Cette lignée présentait donc sans doute, originellement, des fleurs bisexuées, comme sans doute aussi le dernier ancêtre commun des angiospermes.

#### GenreAmborella
- (en) Angiosperm Phylogeny Website : Amborella
- (en) NCBI : Amborella (taxons inclus)
- (en) GRIN : genre Amborella  Baill.  (+liste d'espèces contenant des synonymes)

#### EspèceAmborella trichopoda
- (en) Tree of Life Web Project : Amborella trichopoda
- (en) NCBI : Amborella trichopoda (taxons inclus)
- (en) GRIN : espèce Amborella trichopoda  Baill.